# Позажин
Позажин (пол. Pozarzyn) — село в Польщі, у гміні Вишогруд Плоцького повіту Мазовецького воєводства.
Населення — 88 осіб (2011).
У 1975-1998 роках село належало до Плоцького воєводства.

## Демографія
Демографічна структура станом на 31 березня 2011 року:
|          | Загалом | Допрацездатний вік | Працездатний вік | Постпрацездатний вік |
| -------- | ------- | ------------------ | ---------------- | -------------------- |
| Чоловіки | 41      | 5                  | 25               | 11                   |
| Жінки    | 47      | 9                  | 22               | 16                   |
| Разом    | 88      | 14                 | 47               | 27                   |